# Microplocia borneensis
Microplocia borneensis är en skalbaggsart som beskrevs av Stefan von Breuning 1956. Microplocia borneensis ingår i släktet Microplocia och familjen långhorningar. Inga underarter finns listade i Catalogue of Life.